# Rüştü Hanlı
Rüştü Hanlı (* 3. Januar 1997 in Osmangazi) ist ein türkischer Fußballspieler.

## Karriere

### Verein
Hanlı begann mit dem Vereinsfußball 2007 in der Jugendabteilung von Yeşil Bursa SK, dem Zweitverein von Bursaspor und wechselte 2010 in den Nachwuchs Bursaspors. Hier erhielt er im Sommer 2016 einen Profivertrag. Sein Profidebüt gab er am 25. Januar 2017 in der Pokalbegegnung gegen Ümraniyespor.
Die Hinrunde der Saison 2018/19 verbrachte er als Leihspieler beim Zweitligisten Adana Demirspor und die Rückrunde bei Elazığspor.

### Nationalmannschaft
Hanlı begann seine Nationalmannschaftskarriere im April 2013 mit einem Einsatz für die türkische U-16-Nationalmannschaft.